# Die zweite Entscheidung
Die zweite Entscheidung ist eine Oper in sieben Bildern und drei Interludien von Udo Zimmermann (Musik) mit einem Libretto von dessen Bruder Ingo Zimmermann. Sie entstand 1969 und wurde im Rahmen einer Ring-Uraufführung erstmals am 10. Mai 1970 im Großen Haus der Bühnen der Stadt Magdeburg und am Folgetag im Landestheater Dessau gespielt.

## Handlung
Die Oper spielt zu ihrer Entstehungszeit Ende der 1960er Jahre in einer DDR-Großstadt, wo eine internationale naturwissenschaftliche Konferenz stattfindet. Am Vorabend macht der alte Wissenschaftler Hausmann eine Entdeckung in der Gentechnik, die ungeahnte Möglichkeiten erschließen könnte. Er gerät in einen Gewissenskonflikt, da er fürchtet, dass die neue Technik wie schon oft zuvor auch gegen Menschen eingesetzt werden könnte. Er entscheidet sich daher gegen eine Veröffentlichung der Forschungsergebnisse. Sein Assistent Peter Clausnitzer widerspricht mit dem Argument, dass schon bald ein anderer Forscher dieselbe Entdeckung machen, aber nicht schweigen werde. 
Hausmann hofft auf die Unterstützung seines befreundeten polnischen Kollegen Janusz, der während des nationalsozialistischen Regimes beinahe selbst zum Opfer faschistischer Ärzte geworden war. Janusz drängt zum Handeln. Unterdessen beabsichtigt Clausnitzer, einen anlässlich der Konferenz angereisten Minister über die Entdeckung zu informieren, damit dieser Hausmann zur Veröffentlichung zwingt. Aus Liebe zu Hausmanns Tochter Christine und aufgrund des Rats seines Freundes Christoph Meinhardt sieht er aber von einem solchen Verrat ab. Nach weiteren Überlegungen trifft Hausmann eine zweite Entscheidung: Er wird nun seine Arbeit veröffentlichen, da er überzeugt ist, dass ein Missbrauch in einer „sozialistischen“ Gesellschaft nicht vorkommen kann.
Drei Interludien durchbrechen die ansonsten lineare Handlung. Sie stellen den Entscheidungsprozess Hausmanns mit musikalischen Mitteln dar.

## Gestaltung

### Orchester
Die Orchesterbesetzung der Oper enthält die folgenden Instrumente:
- Holzbläser: Flöte, Altflöte, Oboe, Englischhorn, Klarinette, Bassklarinette, Fagott
- Blechbläser: zwei Hörner, zwei Trompeten, zwei Posaunen
- Pauken, Schlagzeug
- Harfe, Gitarre
- Klavier, Cembalo (auch Celesta)
- Streicher

### Musik
Zimmermann beschrieb seine Klangsprache im Programmheft der Uraufführung folgendermaßen:

„So finden wir den […] sensitiv-kammermusikalischen Ton neben betont dramatischem Gestus, auskomponiertes Sprechen neben frei schwingender Gesangslinie, Flüstern neben dem Schrei. Geräusch und Ton, Unbestimmtes und Bestimmtes durchdringen einander, Schlaggeräusch geht in Schlagklang über, aus Geräuschkomplexen wachsen Töne, die nach und nach thematische Gestalt annehmen.“

Die Darstellung der Reflexion Hausmanns in den Interludien basiert Zimmermann zufolge auf einer Idee aus dem Theaterstück Biografie: Ein Spiel von Max Frisch: „Der Wissenschaftler Hausmann in ein zweites Ich aufgespalten, das betrachtend, reflektierend dem anderen Ich gegenüberzutreten vermag.“:320 Durch die „Gewissensspaltung“ als „Mittel der Gewissenserforschung“ werden die Handlungen und Aussagen kommentiert. Die Tonsprache der Interludien ist zudem durch „Klangverfremdungen“ gekennzeichnet, für die Zimmermann die Komposition Threnos – Den Opfern von Hiroshima von Krzysztof Penderecki als technisches und assoziatives Vorbild angab. Außerdem nutzte Zimmermann hier aleatorische Elemente für dramaturgische Ziele, beispielsweise um das gedankliche „Chaos“ im Gewissenskonflikt Hausmanns darzustellen: „Solche gedankliche Un-Ordnung oder Auflösung kann eine Auflösung des Materials und seiner ordnenden Gestaltung nach sich ziehen.“ Der fiktive zweite Hausmann ist eine Sprechrolle. Er wird von einem dreigeteilten vom Tonband eingespielten Sprechchor „emotional unterstützt“. Die hierfür nötigen Lautsprecher sollen klangräumliche Wirkung erzielen und auf allen Seiten und an der Decke in der Mitte des Zuschauerraumes platziert werden. Zusätzlich ist ein unsichtbarer Kammerchor als Symbol für „Hausmanns Vorstellung von der Menschheit“ zu hören. Er beschränkt sich in den ersten beiden Interludien auf Vokalisen. Im ersten Interludium stehen fallende Halbtonschritte als Klagemotiv und aleatorische Techniken im Vordergrund. Im zweiten kommt als mahnende Erinnerung an Auschwitz das „Janusz-Thema“ hinzu. Im dritten Interludium singt der Chor auffordernde Texte wie „Blicke dich um“.:539f
Eine weitere Szene mit räumlicher Klangsprache spielt auf dem Flughafen, wo Clausnitzer den Minister erwartet. Hier überlagern sich Motorgeräusche, Lautsprecheransagen und Texte verschiedener Sprachen. Gleichzeitig zu dieser „anwachsenden, zunehmend aggressiver werdenden Klangwoge“ erklingt seine eigene „innere Stimme“, die das Getöse allmählich verdrängt. Clausnitzer entscheidet sich letztlich dafür, seinen Lehrer nicht zu hintergehen.:540f

## Werkgeschichte
Das Ende der 1960er Jahre war eine Zeit der Fortschrittsgläubigkeit auf beiden Seiten des Eisernen Vorhangs. In Amerika begann man, mit der Gentechnologie zu experimentieren, und auch in der DDR wurde dieses Forschungsgebiet beachtet. Im Jahr 1969 eröffnete die Medizinische Akademie Magdeburg eine Abteilung für Humangenetik und Medizinische Gentechnik. Auch die Autoren der Oper teilten diesen Optimismus. Sie schrieben ihre Oper Die zweite Entscheidung aus diesem Anlass 1969 in enger Kooperation mit den Bühnen der Stadt Magdeburg.:539
Die Oper wurde dem Publikum im Rahmen einer Ring-Uraufführung am 10. Mai 1970 im Großen Haus der Bühnen der Stadt Magdeburg und am 11. Mai im Landestheater Dessau präsentiert.:538 Sie wurde von den Magdeburger Genforschern und dem von Erhard Geißler geleiteten Kühlungsborner Arbeitskreis von Biogenetikern durchweg positiv aufgenommen, die zu dieser Zeit um Vertrauen und Beachtung warben.
Schon wenige Jahre später wandelte sich allmählich die Einschätzung der Gentechnologie. Schriftsteller wie Jurij Brězan (Krabat oder Die Verwandlung der Welt, 1976) drückten ihre Besorgnis aus. Ab 1979 wurde der Konflikt in die Öffentlichkeit getragen – zunächst in einem Interview  Brězans für die Zeitschrift Sinn und Form (Heft 5, Berlin 1979), dann in einem öffentlichen Briefwechsel zwischen Brězan und Geißler (Heft 5, Berlin 1980). Nachdem noch weitere Künstler in die Diskussion eingetreten waren, verwies Geißler auf Die zweite Entscheidung als Gegenpol zu dem 1984 im Deutschen Theater aufgeführten zeitkritischen Schauspiel Bruder Eichmann von Heinar Kipphardt und beklagte die verbreitete Wissenschaftsfeindlichkeit, die es 1970 noch nicht gegeben hatte. Trotz weiterer kritischer Stimmen erfuhr die Oper eine gewisse Rehabilitation, da der Konflikt im Wesentlichen auf den Erfahrungen mit Auschwitz gründete, dessen Bedeutung für die Genforscher jedoch „ein gutgehütetes Geheimnis“ sei (so der Wissenschaftler Benno Müller-Hill 1985).:541–542 Sigrid Neef beurteilte das Werk daher folgendermaßen:

„Zimmermanns Oper war als Kunstwerk in der Beweisführung idealistisch, in der Fragestellung aber aufrichtig und bedenkenswert, wenngleich gerade diese Qualitäten sich erst nach mehr als einem Jahrzehnt erweisen konnten. Beispiel einer ‚zu früh gekommenen Oper’? Wohl eher das Beispiel einer zu spät einsetzenden Diskussion!“

Zimmermann selbst relativierte 1988 die Aussage seiner Oper:

„‚Die zweite Entscheidung‘ zeigt im ersten Teil, wie der Wissenschaftler um eine Lösung dieser Frage (der Verantwortung des Wissenschaftlers) ringt. Im zweiten Teil spricht er quasi die Menschheit an und entlastet sich, indem er die Entscheidung der sozialistischen Gesellschaft übergibt. Dort wird das Stück aber platt, dort stimmt es einfach nicht mehr, denn auch im Sozialismus steht das Problem der persönlichen Entscheidung und Verantwortung. Diese sind durch keine Gesellschaft aufhebbar.“